# Plocaederus bipartitus
Plocaederus bipartitus là một loài bọ cánh cứng trong họ Cerambycidae.